# Pestessig

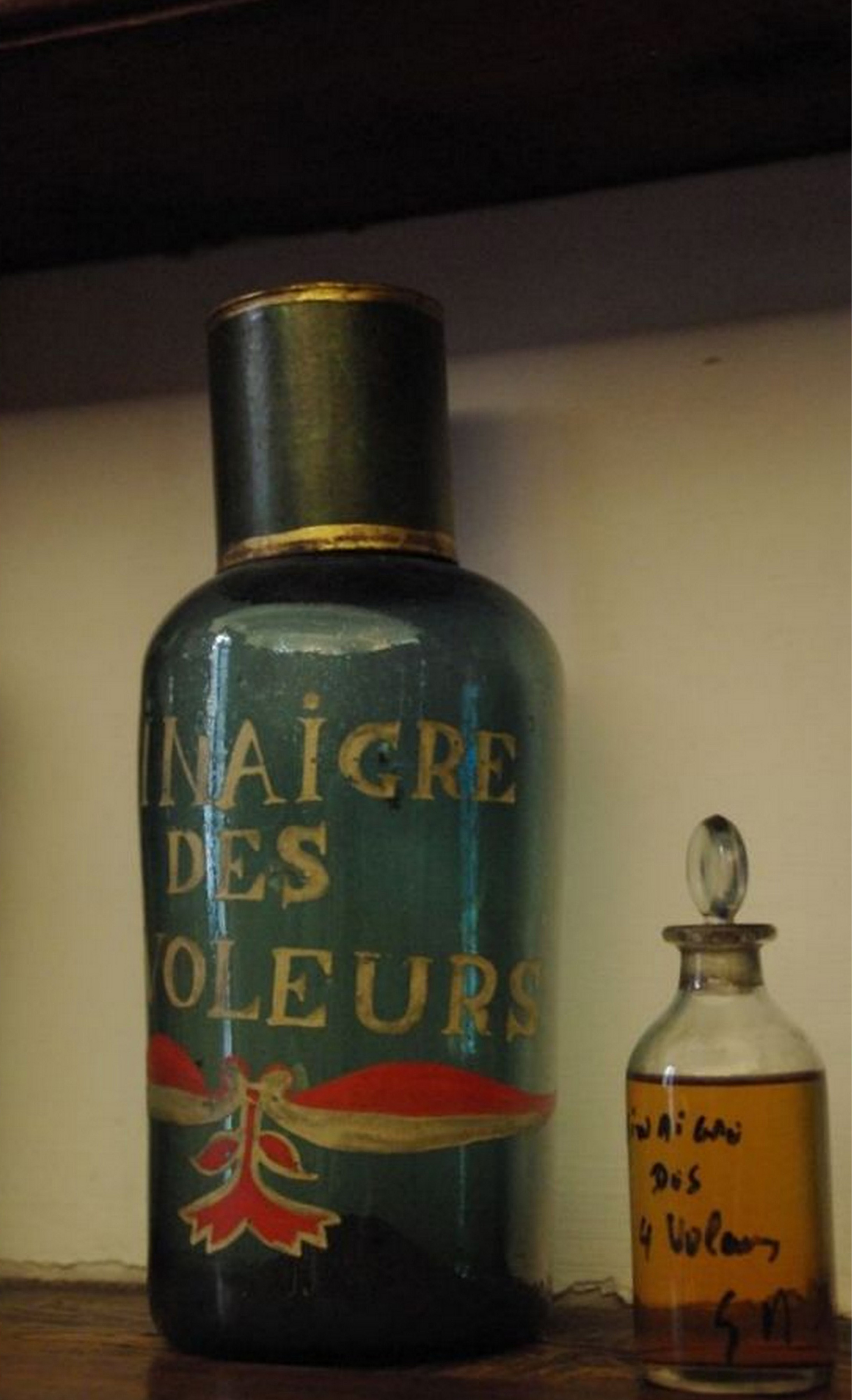
Vinaigre des quatre voleurs in einer Flasche des 17. Jahrhunderts

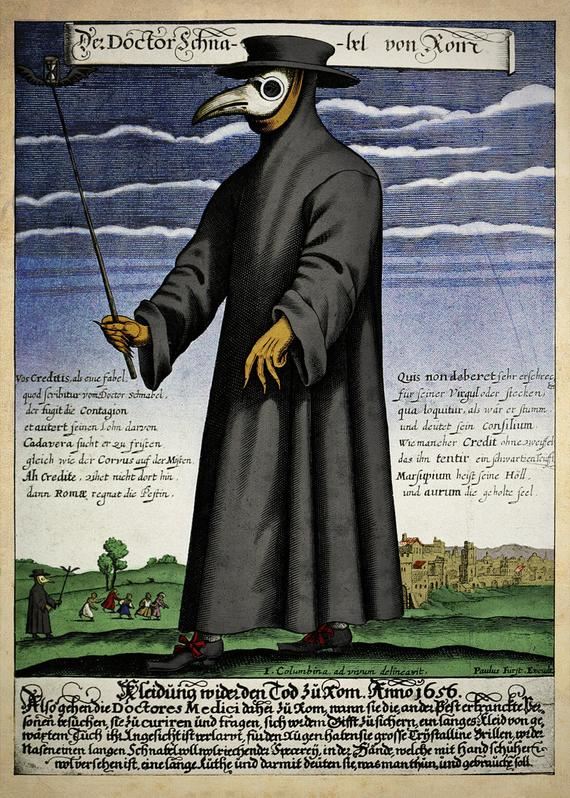
Pestdoktor von Paul Fürst, Der Doctor Schnabel von Rom, ca. 1656

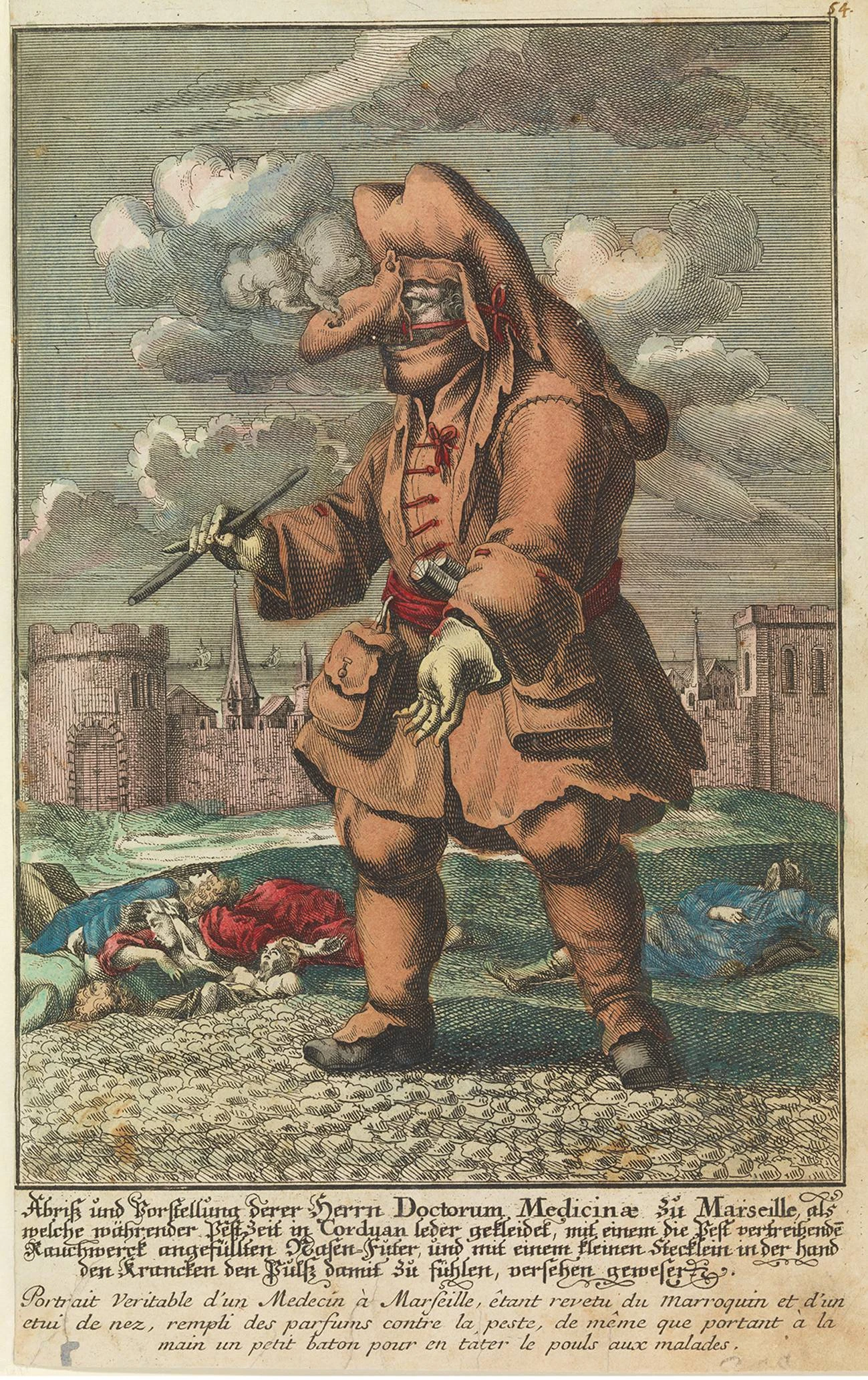
Ein in Leder gekleideter Schnabeldoktor während der Pestepidemie in Marseille 1720. Im geräumigen Nasenfutteral wurde in Essig und Kräuter getränkte Schwämmchen untergebracht, die vor dem Dunst der Pestkranken schützen sollten.

Der Pestessig (auch Räuberessig, Vierräuberessig oder Giftessig; lat. Acetum pestilentiale/prophylacticum oder Acetum quattuor latronum) war eine im 18. Jahrhundert weit verbreitete Duftstoffmischung, die man zum Schutz vor der Pest anwenden sollte. Er wurde auch als Spitzbubenessig bezeichnet.

## Herkunft und Verwendung
Der Pestessig entstand 1720, als die Pest in Südfrankreich, insbesondere in Toulouse und Marseille, wütete. Einer Legende nach sollen sich vier Plünderer zur Zeit der Pest-Epidemie in Marseille (ab 1720) durch diese Tinktur vor Ansteckung geschützt haben, die sie ansonsten beim Ausrauben der Pestkranken und -toten hätten befürchten müssen. Vor Gericht bot man ihnen Straffreiheit an, sofern sie das Geheimnis ihrer Immunität gegen die Epidemie preisgeben würden – was sie in Form eines Duftstoffrezepts taten.
Dieser Vierräuberessig (frz.: Vinaigre des quatre voleurs) ist wiederum ein Kräuterauszug auf Essigbasis. Zu diesen Kräutern gehört – laut einigen Quellen als wichtigstem Bestandteil – die Weinraute. Des Weiteren werden Wermutkraut, Rosmarin, Wacholderbeeren, Lavendel, Kalmuswurzel, Knoblauch, Zimt, Muskat, Gewürznelken, Pfefferminze, Engelwurz und Kampfer genannt. Neben dieser medizinischen Anwendung des Vierräuberessigs wird er gelegentlich auch in der (modernen) Küche eingesetzt.
Die angegebene Duftmischung verbreitete sich schnell in ganz Europa. In England war sie als The four Thieves Vinegar, in Frankreich als Vinaigre des quatre voleurs bekannt. Zum Schutz gegen Infektionskrankheiten sollte man sich mit dem Pestessig den Mund ausspülen, verschiedene Körperteile damit waschen oder ein paar Löffel täglich einnehmen.
Die Verwendung von Duftstoffzubereitungen zu medizinischen Zwecken reicht viele Jahrhunderte zurück. Die weite Verbreitung des Pestessigs hatte zur Folge, dass die so genannten Vinaigrettes sehr gebräuchlich wurden und feste Duftstoffe, wie sie etwa in Bisamäpfeln verwendet wurden, endgültig verdrängten.

## Rezepte
Für den Pestessig sind viele verschiedene Rezepturen überliefert. Meist extrahierte man Duftstoffe mittels Alkohol oder Weinessig und fügte anschließend Campher hinzu. Ein französischer Autor gibt in seinem Buch La toilette de Flore (1773), das sich mit kosmetischen Präparaten befasst, folgende Herstellungsvorschrift an:
« Prenez sommités de grand Absynthe, de petites Absynthe, de Rosmarin, de Sauge, de Menthe, de Rhue de chacune une once et demie, fleurs de Lavande 2 onces, Calamus aromaticus, Canelle, Girofle, Noix muscade, gousse d’Ail de chacun 2 gros, Camphre une demi once, Vinaigre rouge, huit livres. On prend tous ces ingrédients sec, on les pile grossiéremente; on prend les gousse d’Ail récentes, on les coup par tranches: On met le tout dans un Matras, on met par-dessus le Vinaigre; on fait digérer le mélange au soleil ou à une douce chaleur au bain de sable pendant 3 semaines, ou un mois: alors on coule avec expression, on filtre la liqueur au travers d’un papier gris, et on ajoute le Camphre dissont dans un peu d’esprit de vin. On conserve la liqueur dans une boutelle qu’on bouche bien. »
Krünitz’ Oeconomische Encyclopädie gibt als zu verwendende Kräuter „Raute, Salbey, Wermuth, Münze und Lavendel“ an.
Meyers Konversations-Lexikon von 1888 gibt an, der Pestessig werde
„…auch jetzt noch zum Räuchern von Krankenzimmern benutzt. Man behandelt Wermut, Raute, Pfefferminze, Rosmarin, Salbei, von jedem 22,5g, Lavendelblüten 30g, Engelwurzel, Kalmuswurzel, Knoblauch, Zimt, Muskatnuß, Gewürznelken, von jedem 3,75g, mit 2kg Weinessig und 120g konzentriertem Essig, preßt nach einigen Tagen ab und setzt 11g Kampfer, in 30g Alkohol gelöst, hinzu.“